# Юрковский, Евгений Корнильевич
Евгений Корнильевич Юрковский (1833—1899) — генерал-лейтенант, исправляющий должность наказного атамана Терского казачьего войска, Московский обер-полицмейстер.

## Биография
Родился 31 января 1833 года, происходил из дворян Черниговской губернии. Образование получил в 1-м Московском кадетском корпусе, из которого выпущен 13 августа 1852 года прапорщиком в лейб-гвардии Павловский полк.
11 апреля 1854 года произведён в подпоручики, 30 августа 1855 года — в поручики, 17 апреля 1862 года — в штабс-капитаны и 16 апреля 1872 года — в капитаны. С 17 апреля 1863 года по 26 июня 1867 года находился в отставке.
6 мая 1873 года Юрковский был переименован в подполковники и назначен начальником Тифлисского пехотного юнкерского училища, 16 апреля 1875 года получил чин полковника.
6 июля 1877 года, после начала военных действий против Турции, Юрковский был назначен командиром 73-го пехотного Крымского полка. Блестяще проявил себя в сражении при Деве-Бойну и 19 апреля 1878 года был награждён орденом св. Георгия 4-й степени. В донесении об отличии было сказано:
Полковник Юрковский прикрывал правый фланг колонны генерала Броневского и артиллерии с двумя батальонами Крымского и Таманского полков. Когда артиллерия достаточно ослабила огонь неприятельских батарей и обходная колонна генерала Амираджиби начала переменять фронт для атаки, полковник Юрковский повёл свои батальоны в атаку и выбил турецкую пехоту из двух весьма сильных завалов; затем, он занял седловину в тылу и во фланге шестнадцатиорудийной батареи турок, которую взял с бою, обратив в бегство неприятельскую колонну. Одушевляя войска блистательной храбростью и полным хладнокровием, он явил замечательный пример распорядительности и ловкости, с которой вёл войска своей колонны.
За отличие под Эрзерумом он был удостоен золотой сабли с надписью «За храбрость».
С 18 февраля 1878 года Юрковский состоял для особых поручений при главнокомандующем Кавказской армией, а 18 октября следующего года получил в командование 16-й гренадерский Мингрельский полк.
4 апреля 1881 года Юрковский был назначен исправляющим должность помощника начальника Терской области и командующего областными войсками, также с 16 января 1886 года он являлся исправляющим должность наказного атамана Терского казачьего войска. 6 мая 1884 года произведён в генерал-майоры (старшинство в чине установлено с 30 августа 1885 года).
17 января 1887 года Юрковский был переведён в Москву, где получил должность Московского обер-полицмейстера. 27 декабря 1891 года он был назначен почётным опекуном Московского присутствия Опекунского совета учреждений императрицы Марии. 14 мая 1896 года произведён в генерал-лейтенанты.
Скончался 9 января 1899 года в г. Москве, погребён 12 января в С.-Петербурге на кладбище Александро-Невской Лавры, из списков исключён 23 января.
Его брат Иван в чине подполковника был смотрителем Одесско-Кременчугского продовольственного магазина.
Евгений Корнильевич Юрковский был женат на Екатерине Васильевне урождённой Вранченко, их сыновья Василий (студент) и Корнилий (ротмистр гвардии).

## Награды
Среди прочих наград Юрковский имел ордена:
- Орден Святой Анны 3-й степени (1869 год)
- Орден Святого Станислава 2-й степени (1871 год)
- Орден Святого Георгия 4-й степени (19 апреля 1878 года)
- Золотая сабля с надписью «За храбрость» (29 августа 1879 года)
- Орден Святого Владимира 4-й степени (1881 год, за беспорочную выслугу 25 лет в офицерских чинах)
- Орден Святой Анны 2-й степени (1881 год)
- Орден Святого Владимира 3-й степени (1882 год)
- Орден Святого Станислава 1-й степени (1887 год)
- Орден Святой Анны 1-й степени (1890 год)
- Орден Святого Владимира 2-й степени (1895 год)
- Персидский орден Льва и Солнца 1-й степени (1889 год)
- Сербский орден Такова 1-й степени (1891 год)
- Командорский крест французского ордена Почётного легиона (1892 год)